# ヌクシア・コンゲスタ
ヌクシア・コンゲスタ（Nuxia congesta）とは、スティルベ科（旧マチン科あるいはフジウツギ科）の落葉樹の一種である。種小名の congesta は頭状花が密になっていることを意味する。

## シノニム
Hassler (2018) および The Plant List (2013) によれば、Nuxia congesta R. Br. ex Fresen のシノニムは以下の通りである。
- Lachnopylis angolensis (Gilg) Philipson
- Lachnopylis annobonensis Mildbr.
- Lachnopylis breviflora (S.Moore) C.A.Sm.
- Lachnopylis compacta C.A.Sm.
- Lachnopylis congesta (R. Br. ex Fresen) C.A.Sm.
- Lachnopylis emarginata (Sond.) C.A.Sm.
- Lachnopylis emarginata var. brevifolia (Sond.) A.C.Sm.
- Lachnopylis flocculosa C.A.Sm.
- Lachnopylis goetzeana (Gilg) Greenway
- Lachnopylis guineensis Hutch. & M.B.Moss
- Lachnopylis heterotricha C.A.Sm.
- Lachnopylis mannii (Gilg) Hutch. & M.B.Moss
- Lachnopylis montana C.A.Sm.
- Lachnopylis odorata (Gilg) Greenway
- Lachnopylis platyphylla (Gilg) Greenway
- Lachnopylis pubescens (Sond.) C.A.Sm.
- Lachnopylis sambesina (Gilg) C.A.Sm.
- Lachnopylis saxatilis C.A.Sm.
- Lachnopylis schistotricha C.A.Sm.
- Lachnopylis speciosa C.A.Sm.
- Lachnopylis ternifolia Hochst.
- Lachnopylis thomensis Philipson
- Lachnopylis tomentosa (Sond.) C.A.Sm.
- Lachnopylis viscidulosa C.A.Sm.
- Lachnopylis viscosa (Gibbs) C.A.Sm.
- Nuxia angolensis Gilg
- Nuxia breviflora S.Moore
- Nuxia congesta var. brevifolia Sond.
- Nuxia congesta var. emarginata (Sond.) Prain
- Nuxia congesta var. tomentosa (Sond.) Cummins
- Nuxia dekindtiana Gilg
- Nuxia dentata var. transvaalensis S.Moore
- Nuxia emarginata Sond.
- Nuxia gilletii De Wild.
- Nuxia goetzeana Gilg
- Nuxia keniensis T.C.E.Fr.
- Nuxia latifolia T.C.E.Fr.
- Nuxia mannii Gilg
- Nuxia odorata Gilg
- Nuxia platyphylla Gilg
- Nuxia pubescens Sond.
- Nuxia rupicola Gilg
- Nuxia sambesina Gilg
- Nuxia siebenlistii Gilg
- Nuxia tomentosa Sond.
- Nuxia viscosa Gibbs

## 分布
アンゴラ、ウガンダ、エチオピア、エリトリア、ガーナ、カメルーン、ギニア、ケニア、コートジボワール、コンゴ民主共和国、サウジアラビア、サントメ・プリンシペ（サントメ島）、ザンビア、シエラレオネ、スーダン、スワジランド、赤道ギニア（アンノボン島、ビオコ島）、ソマリア、タンザニア、トーゴ、ナイジェリア、ブルンジ、ボツワナ、マラウイ、南アフリカ共和国（クワズール・ナタール州、ハウテン州、東ケープ州、フリーステイト州、北西州、ムプマランガ州、リンポポ州）、南スーダン、モザンビーク、ルワンダに分布する。
アフリカの山林の上限に高木として、あるいは（エチオピアなどにおいて）林縁や比較的乾燥した常緑高地林の下層の植生で低木に近い高木として見られる。ウガンダでは高地森林地帯や、高地多雨林の辺縁およびその名残に生育する。エチオピアでは先述の状態で1,700-3,200メートル地帯において見られる。エリトリアではナクファ（Nakfa）、Wogret、Rora-habab (sv) 、セメナウィ・バハリ（Semenawi-bahri）あたりの丘の中腹や渓谷といった中央部および北部の高地の1,600-2,600メートル地帯で見られる。ケニアでは1,550-2,850メートル地帯の高地林および山林で普通に見られ、竹林や森縁上の丘の頂上にも見られる。

## 特徴

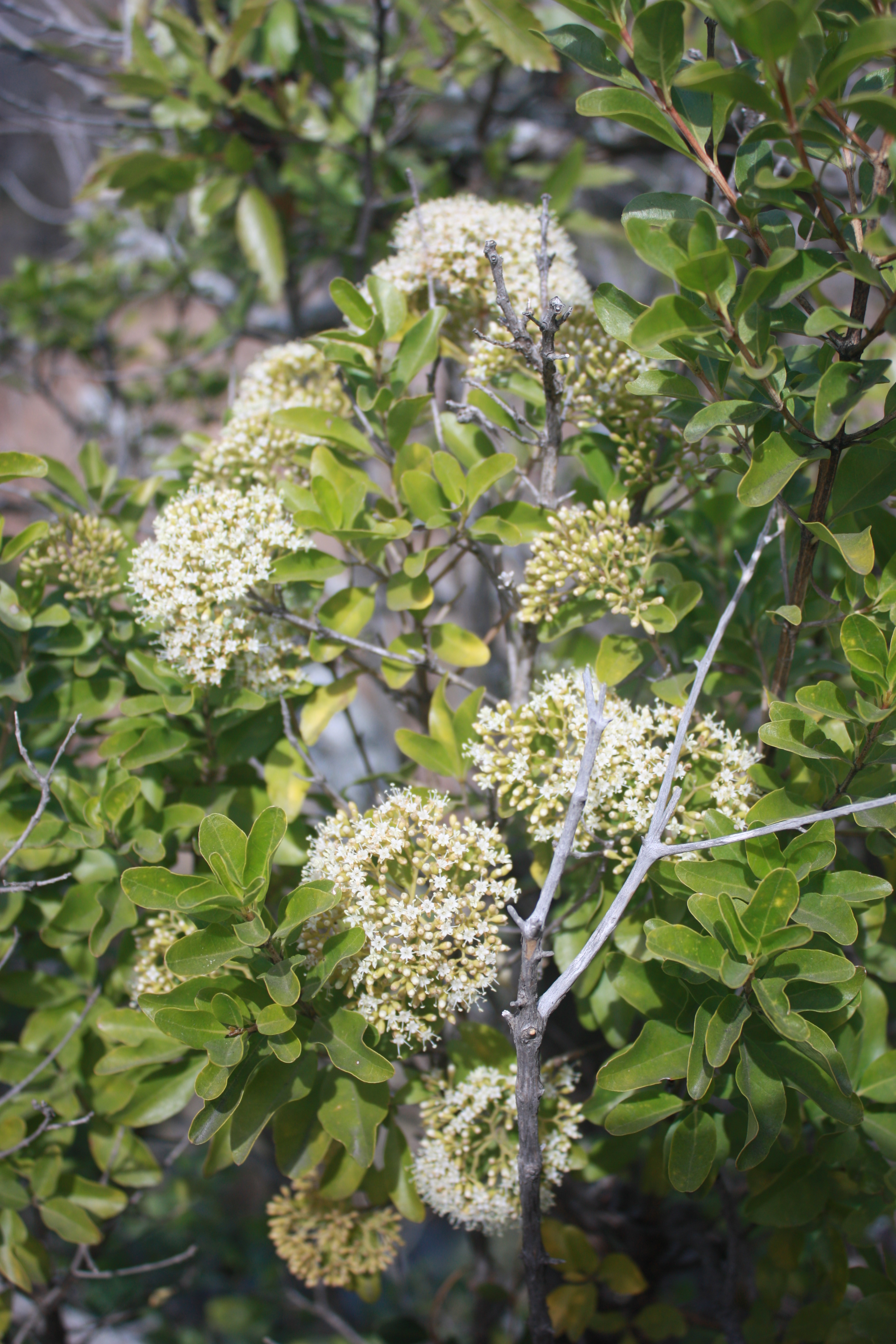
花。

4.5-25メートルの低木あるいは高木で落葉性、大きな木の幹には縦溝が見られ、樹皮は淡い灰茶色ではげ落ちやすい。以下は部位ごとの説明となる。
本種の葉は鈍緑色で3出まれに4出、（狭）楕円形か倒卵形、基部は楔形、先端は先鋭形・鈍形・凹形のいずれかで、葉縁は全縁あるいはとりわけ若いときに鋸歯状、1-15×2-7.5センチメートル、無毛であるか星状の微軟毛が生えている。葉柄は3-20ミリメートルである。
花は白藤色、頂生か腋生で15センチメートルまでの円錐花序となり、密な頭状花が咲く。花冠筒は長さ3-8ミリメートル、裂片は長さ2-5ミリメートルで外側に毛が生え、萼は2.5-4ミリメートルで鐘状、花期以後も残る。芳香がある。
果実は毛の生えた小さな蒴果であり、割けて大量の種子を放出する。この蒴果は萼よりもわずかながら長い。

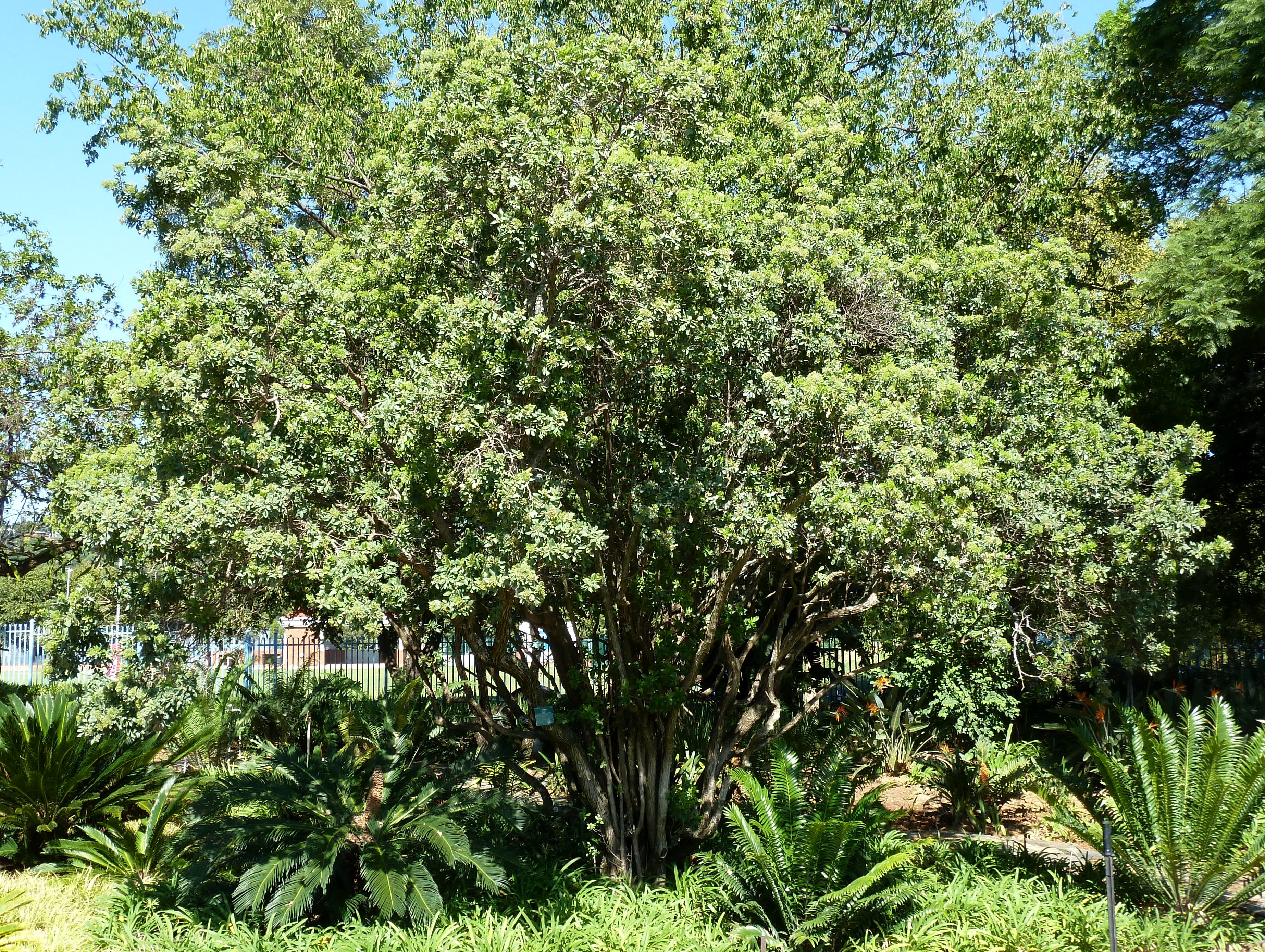
全体。
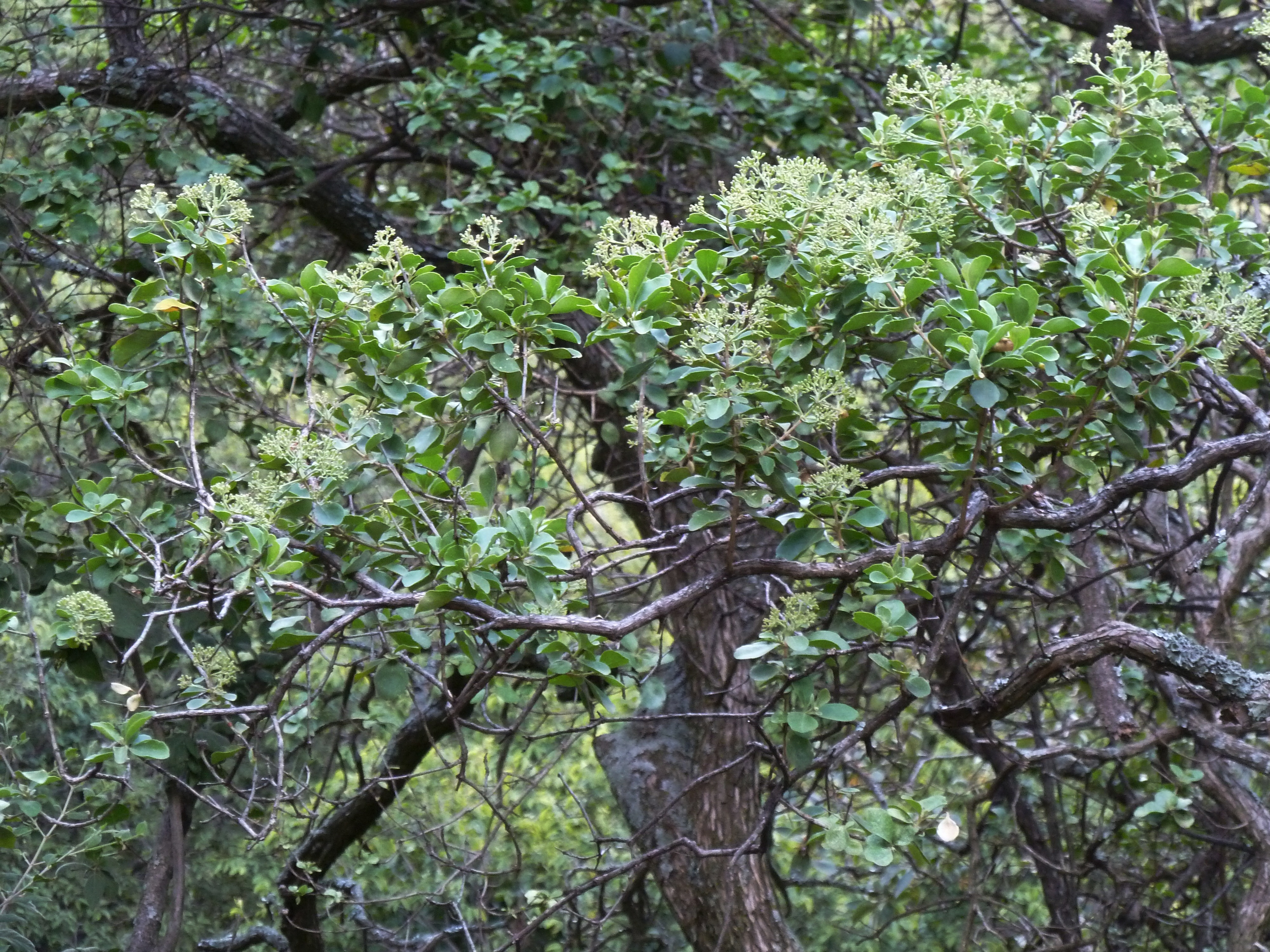
枝先。
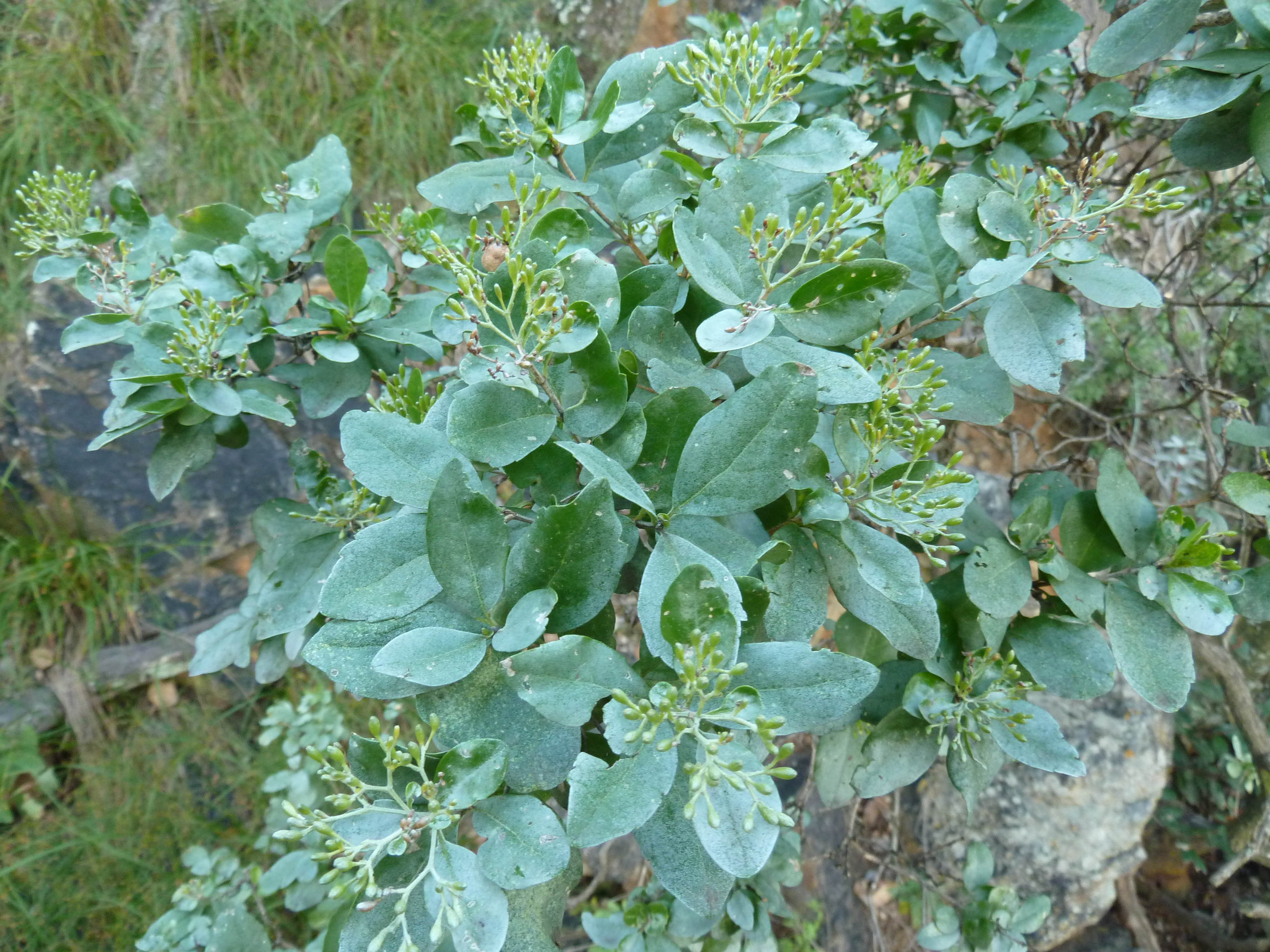
上から。

## 利用
ウガンダ、エチオピア、エリトリア、ケニアの東アフリカ4ヶ国では以下のような利用法が見られる。
|            | ウガンダ           | エチオピア | エリトリア   | ケニア             |
| ---------- | ------------------ | ---------- | ------------ | ------------------ |
| 薪         | 〇                 | 〇         | 〇           | 〇                 |
| 木炭       | 〇                 | 〇         | 〇           | 〇                 |
| 薬用       | 〇（葉および樹皮） | 〇（葉）   | 〇（葉）     | 〇（葉および樹皮） |
| 蜜蜂の餌   | 〇                 | 〇         | 〇           | 〇                 |
| 生け垣作り | 〇                 | 〇         | 〇           | 〇                 |
| 建材       | -                  | -          | 〇（幹と枝） | 〇                 |
| 火起こし   | -                  | -          | -            | 〇                 |

ケニアのキクユ人の間では mwanda といい、同じ名で呼ばれていたオトギリソウ科オトギリソウ属のヒペリクム・レウォルツム（Hypericum revolutum）と共に、伝統的に蜜蜂にとって良い木として知られていた。

## 諸言語における名称
- 英語: brittlewood[3]、brittlewood nuxia[4]

ウガンダ:
- キガ語: mumuli[8]
- クプサビニィ語（Kupsabiny; 別名: Sebei）[注 1]: chorowa[8]
- ニャンコレ語: muboroboro[8]

ケニア:
- カレンジン語（Kalenjin）[注 1]:
  - キプシギス語（英語版）（Kipsigis）: chorua[9]
  - サバオト語（英語版）（Sabaot; 別名: Sebei）: chorua, murosuet[9]
  - トゥゲン語（英語版）（Tugen）: kerruwa[9]
  - ナンディ語: chorwet /cò̙ːrwé̙ːt/, [cò̙ːrwě̙ːt]（チョールウェート）, chorwa /cò̙ːrwà̙/（チョールワ）[14], chorua[9][注 2]
  - ポコト語（英語版）（Pökoot）: selta[9]
  - マルクゥエタ語（英語版）（Markweeta; 別名: Marakwet）: chorua[9][注 2]
- カンバ語: mukalaliki[9][11]、muu[11]、mu'u[9]
- キクユ語: mwanda（ムワンダ）、mũcoruĩ（モチョルエあるいはモショルエ）[15][注 3]
- タイタ語: mgaraso, mora[9]
- トゥルカナ語（英語版）（Turkana）: akwanga, eonochorie[9]
- マサイ語: olpiron[11][注 4]、ol-burin[9]
- ルヒヤ語: lubambo[9][11]、mmonyo[11]、inoyna[9]

ボツワナおよび南アフリカ共和国:
- ツワナ語:〔Ngwaketse方言[3]〕mokwêrêkwêrê[4]

南アフリカ共和国など:
- アフリカーンス語: gewone wildevlier[4]
- ヴェンダ語: muteteneka[4]
- コサ語: umKhobeza[4][3]
- ズールー語: umKhobeza[4][3]